# Campeonato Goiano de Futebol de 1999
O Campeonato Goiano de Futebol de 1999 foi a 56º edição da divisão principal do campeonato estadual de Goiás. O campeão foi o Goiás que conquistou seu 17º título na história da competição. O Vila Nova foi o vice-campeão. O artilheiro do campeonato foi Ânderson Barbosa, jogador do Vila Nova, com 20 gols marcados.

## Premiação
| Campeonato Goiano de 1999  |
| Goiânia                    |
| -------------------------- |
| Goiás Campeão (17º título) |